# Lenguas Éfaté-Shepherd
Las lenguas Éfaté-Shepherd o lenguas de Vanuatu Central son un grupo de lenguas de las lenguas oceánicas meridionales, formado por una media docena de lenguas habladas en la provincia de Shefa, en el centro de Vanuatu, más específicamente en las islas de Epi, Éfaté y en muchas pequeñas islas de las islas Shepherd.

## Clasificación
La división primaria en este grupo se da entre el Namakir de las islas Shepherd y las lenguas de Éfaté:
- Namakir (Namakura)
- Éfaté meridional, Éfaté septentrional, Eton, Lelepa.

## Comparación léxica
Los numerales del 1 al 10 en diferentes lenguas Éfaté-Shepherd:
| GLOSA | Namakura (Namakir) | Éfaté Norte (Nguna) | Éfaté Sur | PROTO- ÉFATÉ- SHEPHERD |
| ----- | ------------------ | ------------------- | --------- | ---------------------- |
| 1     | sikitek            | sikai               | iskei     | *si-kai/ *-tesa        |
| 2     | iru                | ⁿdua                | inru      | *rua                   |
| 3     | itol               | ⁿdolu               | itol      | *tolu                  |
| 4     | ivat               | pati                | ipat      | *ɸati                  |
| 5     | ilim               | lima                | ilim      | *lima                  |
| 6     | lateh              | latesa              | ilates    | *la-tesa               |
| 7     | laru               | larua               | ilaru     | *la-rua                |
| 8     | latol              | latolu              | ilatol    | *la-tolu               |
| 9     | lovet              | loβeti              | ilfot     | *lo-ɸati               |
| 10    | dualima            | ⁿdualima            | ralim     | *ⁿrua-lima             |